# Zamenis persicus
Zamenis persicus là một loài rắn trong họ Rắn nước. Loài này được Werner mô tả khoa học đầu tiên năm 1913.